# Нялмозерское общество
Нялмозе́рское общество — сельское общество, входившее в состав Ведлозерской волости Олонецкого уезда Олонецкой губернии.

## Общие сведения
Согласно «Списку населённых мест Олонецкой губернии по сведениям за 1905 год» общество состояло из следующих населённых пунктов:
| №  | Населённый пункт | Расстояние до волостного правления в верстах | Количество семей | Всего жителей |
| -- | ---------------- | -------------------------------------------- | ---------------- | ------------- |
| 1  | Гюрсула          | 41                                           | 23               | 93            |
| 2  | Парикова-сельга  | 26                                           | 5                | 21            |
| 3  | Валитта          | 20                                           | 11               | 45            |
| 4  | Пихта-Лахта      | 19                                           | 19               | 83            |
| 5  | Хлев-Наволок     | 19                                           | 27               | 122           |
| 6  | Савин-Сельга     | 19                                           | 2                | 13            |
| 7  | Клещейла         | 19                                           | 14               | 63            |
| 8  | Куккозеро        | 13                                           | 19               | 68            |
| 9  | Теппан           | 14                                           | 3                | 12            |
| 10 | Кюрей-мяги       | 15                                           | 4                | 22            |

Волостное правление располагалось в селении Речное устье (при Мельницах).
В настоящее время территория общества относится в основном к Пряжинскому району Республики Карелия.